# Armagh
Pour les articles homonymes, voir Armagh (homonymie).
Armagh [ɑːrˈmɑː] (du gaélique Ard Mhacha [ˌaɾd̪ˠ ˈwaxə] litt. « Hauteurs de Macha ») est une ville d'Irlande du Nord au Royaume-Uni, le chef-lieu de l'ancien comté d'Armagh et du district d'Armagh, qui ne recouvre que le tiers central du comté. Depuis 1994, Armagh possède officiellement le statut de cité.
Les ruines du fort de Navan, adjacentes à la ville, étaient autrefois la capitale de l'Ulster, connue sous le nom irlandais de Eamhain Mhacha.

## Religion

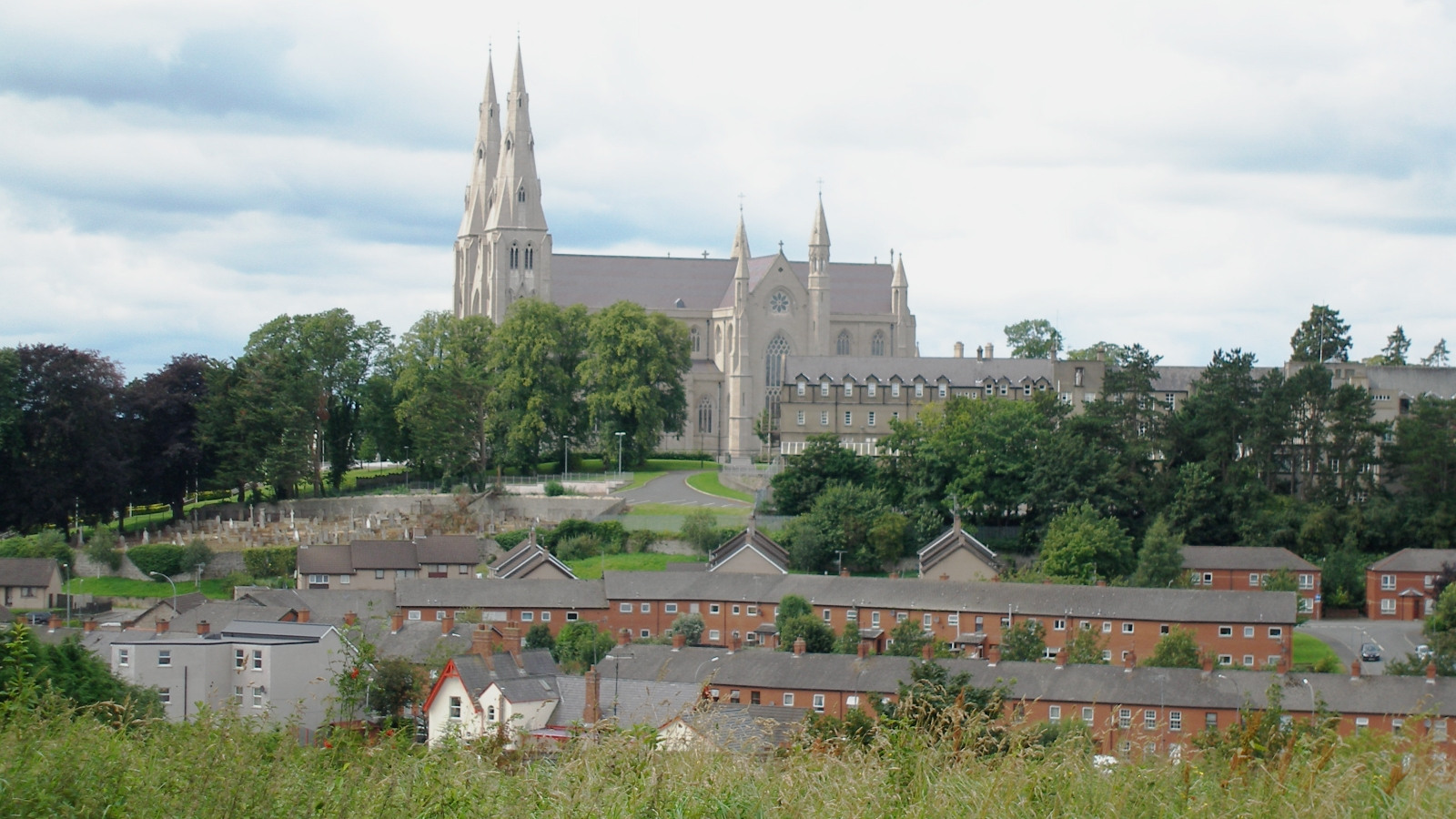
Cathédrale catholique Saint-Patrick vue depuis les jardins de l'observatoire.

La ville possède deux cathédrales, toutes deux consacrées à saint Patrick, qui selon la tradition catholique y fonda le premier évêché irlandais : la cathédrale de l’Église d’Irlande est la cathédrale historique de la ville — datant d’avant la Réforme anglaise — tandis que la cathédrale catholique est achevée en 1904. Elles sont toutes les deux le siège d’un archidiocèse d’Armagh, dont les archevêques portent le titre de « Primat de Toute l’Irlande ».
La population du district d’Armagh, lors du recensement de 2001, était de 54 263 habitants. Le district était alors protestant à 50,0 %, et catholique à 48,7 %.

## Chemins de fer
Le conseil de la Great Northern Railway a fermé les lignes restantes desservant Armagh, le 1er octobre 1957. La réouverture d'une ligne vers Portadown est à l'étude, avec la possibilité de relier  Belfast et Dublin.

## Jumelage
- Razgrad (Bulgarie) depuis le 17 février 1997

## Personnalités liées à la ville
- Malachie d'Armagh
- Benen d'Armagh, ou Bénigne, archevêque du diocèse d'Armagh ; saint chrétien fêté localement le 9 novembre[5].
- Olivier Plunket, archevêque du diocèse d'Armagh ; saint chrétien fêté le 12 juillet.
- Colin Morgan, acteur principal de la série Merlin
- Ian Paisley
- Seamus McGarvey
- Daragh Carville
- Brian Vallely